# Hồ San Andreas
Hồ San Andreas là một hồ chứa nằm kế bên các thành phố Bán đảo San Francisco của Millbrae và San Bruno ở quận San Mateo, California. Nó nằm ngay trên San Andreas Fault, được đặt theo tên của thung lũng đó.

## Lịch sử
Sau khi khám phá vịnh San Francisco từ chỏm núi Sweeney vào ngày 4 tháng 11 năm 1769, cuộc thám hiểm Portolà đã đổ bộ Portolà gọi là Cañada de San Francisco, nay là San Andreas Creek, để cắm trại trong vùng lân cận của San Andreas Lake ngày nay.
Ngày hôm sau, họ đến "Laguna Grande" ngày nay được bao phủ bởi hồ chứa Upper Crystal Springs. Khu cắm trại được đánh dấu bằng dấu "94" Portola Expedition Camp ", tọa lạc tại Crystal Springs Dam, trên đại lộ Skyline, cách đường Crystal Springs 1,2 dặm về phía Nam. [2] Họ cắm trại tại đây lần thứ hai vào ngày 12 tháng 11 trong chuyến đi trở về của họ.